# ヨハン・アンドレアス・アイゼンバルト

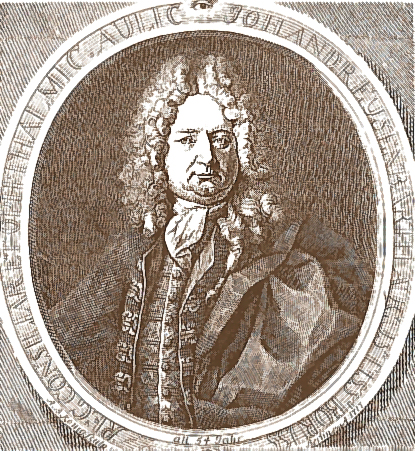
Johann Andreas Eisenbarth

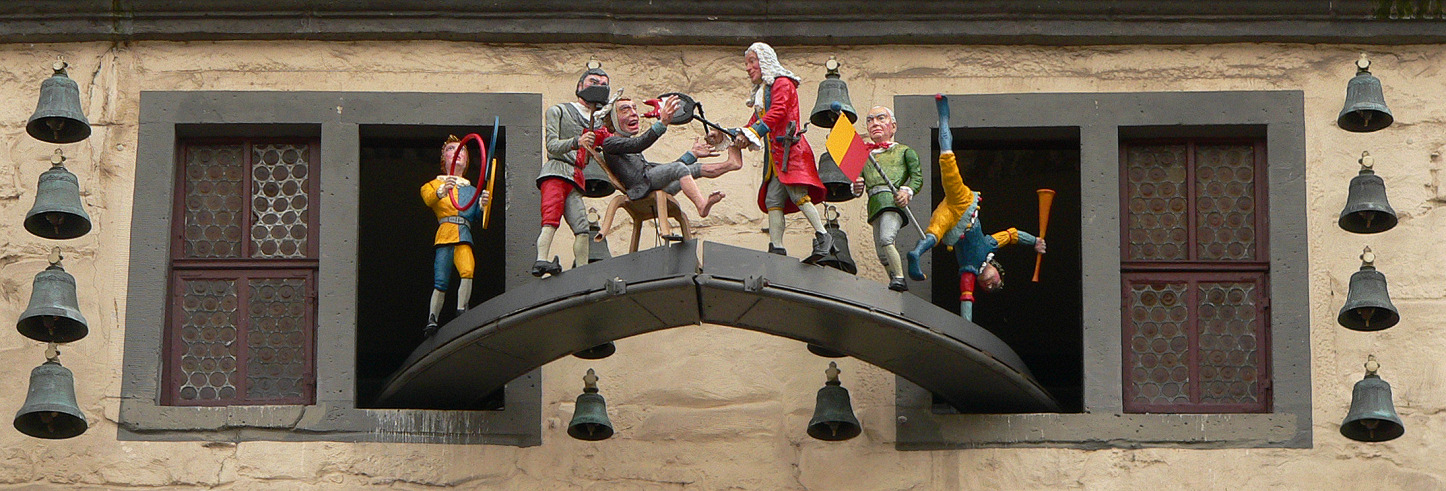
歯を抜くアイゼンバルトとジャグラーのカラクリ

ヨハン・アンドレアス・アイゼンバルト（Johann Andreas Eisenbarth、1663年3月27日 – 1727年11月11日）は17世紀のドイツの医者である。ドイツの各地をサーカス巡業のような方法で治療旅行し、自家製の薬を売り歩いた。
バイエルン州のオーベルフィーヒタッハ(現シュヴァンドルフ郡)の出身である。祖父も父親も床屋医師で、アイゼンバルトは目の手術や骨折の治療を得意とした。義理の兄弟からも医学の知識を得た。アイゼンバルト博士と呼ばれたが、もちろん博士号を得てはいなかった。アイゼンバルトは、通常120人にも及ぶ芸人や道化師、楽隊とともにドイツの各地を旅した。多くの見物客を集め、楽隊が音楽を奏で、コーラスがアイゼンバルトを称える歌を歌う中で治療を行った。自家製の薬を製造し、大規模に販売した。
1800年頃、"Ich bin der Doktor Eisenbarth" という歌がドイツで流行した。歌詞は以下である。
„Ich bin der Doktor Eisenbarth,
widewidewitt, bum bum
Kurir die Leut nach meiner Art,
widewidewitt, bum bum
Kann machen, daß die Blinden gehn,
Und daß die Lahmen wieder sehn.
Gloria, Viktoria, widewidewitt juchheirassa!
Gloria, Viktoria, widewidewitt, bum bum.
Es hatt einmal ein alter Mann
widewidewitt, bum bum
Im Rachen einen hohlen Zahn,
widewidewitt, bum bum
Ich schoß ihn raus mit der Pistol,
Ach Gott, wie ist dem Mann so wohl.
Gloria, Viktoria…
Drauf rief mich stracks der große Zar,
widewidewitt, bum bum
Er litt schon lang am grauen Star,
widewidewitt, bum bum
Ich stach ihm beede Augen aus,
Jetzt ist der Star wohl auch heraus.
Gloria, Viktoria…“
邦書では原田恒雄のビールに関するエッセー、『金のジョッキに、銀の泡』で以下のような詞で紹介されている。
「わたしが、ドクター・アイゼンバウト。　パッカパパー・・・！わたしはわたしの流儀で病気をなおす。めくらも目明きにしてみせる。いざりもたちまちたちあがる。ブカブカドンドン・・・！(以下略）」